# Salbutamol
Salbutamol (albuterol in de Verenigde Staten) is een sympathicomimeticum uit de groep van de "selectieve β2-adrenoreceptoragonisten". Het wordt gebruikt als luchtwegverwijder (bronchodilator) bij patiënten met astma of chronische obstructieve longziekte. Het middel stimuleert de β2-adrenoreceptoren en bewerkstelligt een ontspanning van het glad spierweefsel in de bronchiën, en heft zo een verkramping in de luchtwegen op.
Salbutamol is sinds 1968 op de markt. Het wordt vooral toegediend via inhalatie als poeder of als aerosol uit een verstuiver of uit een drukgasfles. Het is echter ook verkrijgbaar in drank of tabletten. Salbutamol is een snelwerkend middel, maar de werkingsduur is niet lang: ongeveer vier uur.
De stof is opgenomen in de lijst van essentiële geneesmiddelen van de WHO.

## Bijwerkingen
Salbutamol heeft weinig bijwerkingen; de meest voorkomende zijn:
- Irritatie van mond en keel.
- Trillende handen, hartkloppingen, gejaagd gevoel.

## Interacties
Bètablokkers kunnen het effect van salbutamol tegengaan.

## Doping

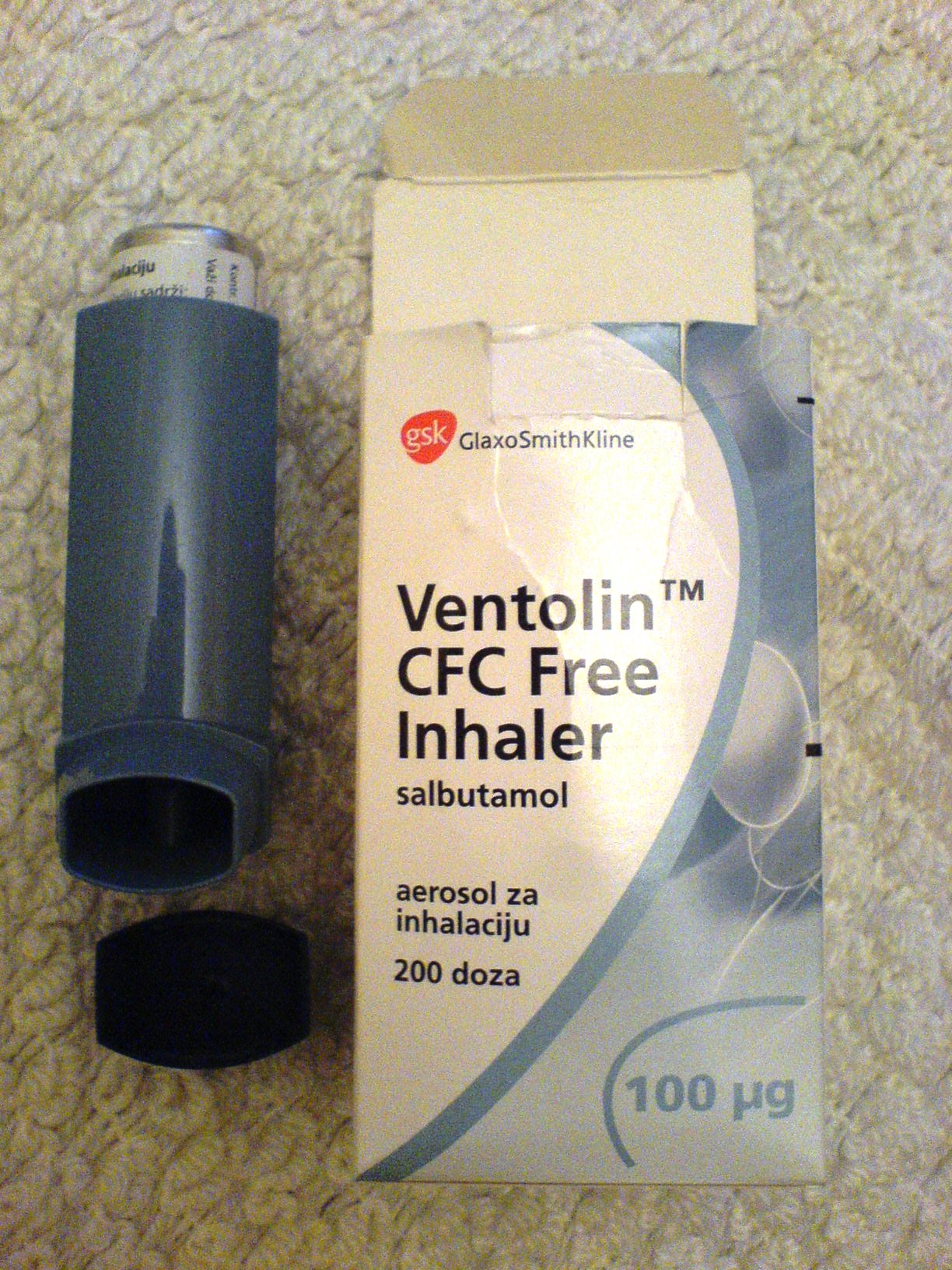
Salbutamol-inhalator

Salbutamol staat op de lijst van dopingproducten, omdat gebleken is dat het naast de luchtwegverwijdende functie ook een anabole werking heeft.
Sporters die positief testten op salbutamol zijn onder meer:
- de Spaanse wielrenner Miguel Indurain tijdens de Ronde van Frankrijk 1994. Salbutamol was reeds verboden in Frankrijk, maar stond nog niet op de lijst van de internationale wielerunie UCI. Hij ging daarom vrijuit,
- de Spaanse wielrenner Igor González de Galdeano tijdens de Ronde van Frankrijk 2002. Het UCI aanvaardde zijn uitleg dat het om een astma-medicijn ging, en rekende dit niet als een positieve test aan. De Franse wielerbond daarentegen sloot González de Galdeano voor zes maanden uit van deelname aan Franse wedstrijden.
- de Italiaanse wielrenner Alessandro Petacchi tijdens de Ronde van Italië 2007. Hij werd in eerste instantie van dopinggebruik vrijgesproken door de Italiaanse wielerbond, maar later door het internationaal sporttribunaal toch, met terugwerkende kracht, voor één jaar geschorst.
- de Keniase afstandsloopster Susan Chepkemei tijdens een test buiten competitie in september 2007. Zij werd voor één jaar geschorst.
- de Italiaanse wielrenner Diego Ulissi tijdens de Ronde van Italië 2014.
- de Britse wielrenner Chris Froome tijdens de Ronde van Spanje 2017, die hij won. Bij Froome werd 2000 nanogram salbutamol/milliliter urine gevonden, terwijl de toegestane hoeveelheid slechts 1000 nanogram/milliliter urine is.